# 과달라하라 폭발 사고

과달라하라 폭발 사고는 1992년 4월 22일, 멕시코 제2의 도시 과달라하라에서 유입된 하수도로 기름이 인화 폭발해 206명의 사망자를 낸 폭발 사고다.
4시간에 걸쳐 폭발은 이어 도로가 수 km에 걸쳐 함몰했다. 공식 발표로는 206명의 사망자와 500여명의 부상자를 내고, 15,000명이 집을 잃었다. 피해액은 3억 달러에서 10억 달러로 추정된다.
사고 조사 당시 최초로 식용유 제조 공장이 하수에 인화성 액체를 유출시킨 때문이라고 생각했다. 하지만 원인은 국영 기업인 페멕스의 정유 공장이 지하에 통하면서 강철 송유관에 새로 설치된 아연 도금이 구리 수관으로 연결된 다음 습도로 인해 부식을 일으켜 구멍 뚫린 송유관에서 대량의 기름이 유출되어 하수도로 유입되었다. 하수구의 구조가 기화한 가솔린이 쌓이면서 방전에 의해 가솔린에 인화되어 폭발 사고가 발생했다.
주민들은 3일 동안 강한 휘발유 냄새로 과달라하라에 민원을 신청했다. 그러나 시 직원들도 위험한 수준의 가솔린 증기의 양을 알았지만 과달라하라 시장이 폭발 위험을 깨닫지 못하고 피난을 실시하지 않아 피해를 크게했다. 그 후 시장을 비롯한 국영 기업 페멕스의 수도국을 포함한 책임자가 체포되었다.
이 사건으로 인해 페멕스 정유 공장은 과달라하라 외곽으로 이전이 되면서 기존에 있던 정유 공장은 폐쇄되었다.

## 같이 보기
- 2014년 가오슝시 가스 폭발 사고